# Dracula psittacina
Dracula psittacina là một loài lan.